# Pericrocotus ethologus
Pericrocotus ethologus é uma espécie de ave da família Campephagidae.
Pode ser encontrada nos seguintes países: Afeganistão, Bangladesh, Butão, China, Índia, Laos, Myanmar, Nepal, Paquistão, Tailândia e Vietname.
Os seus habitats naturais são: florestas subtropicais ou tropicais húmidas de baixa altitude e regiões subtropicais ou tropicais húmidas de alta altitude.